# Camp de concentració de Treblinka

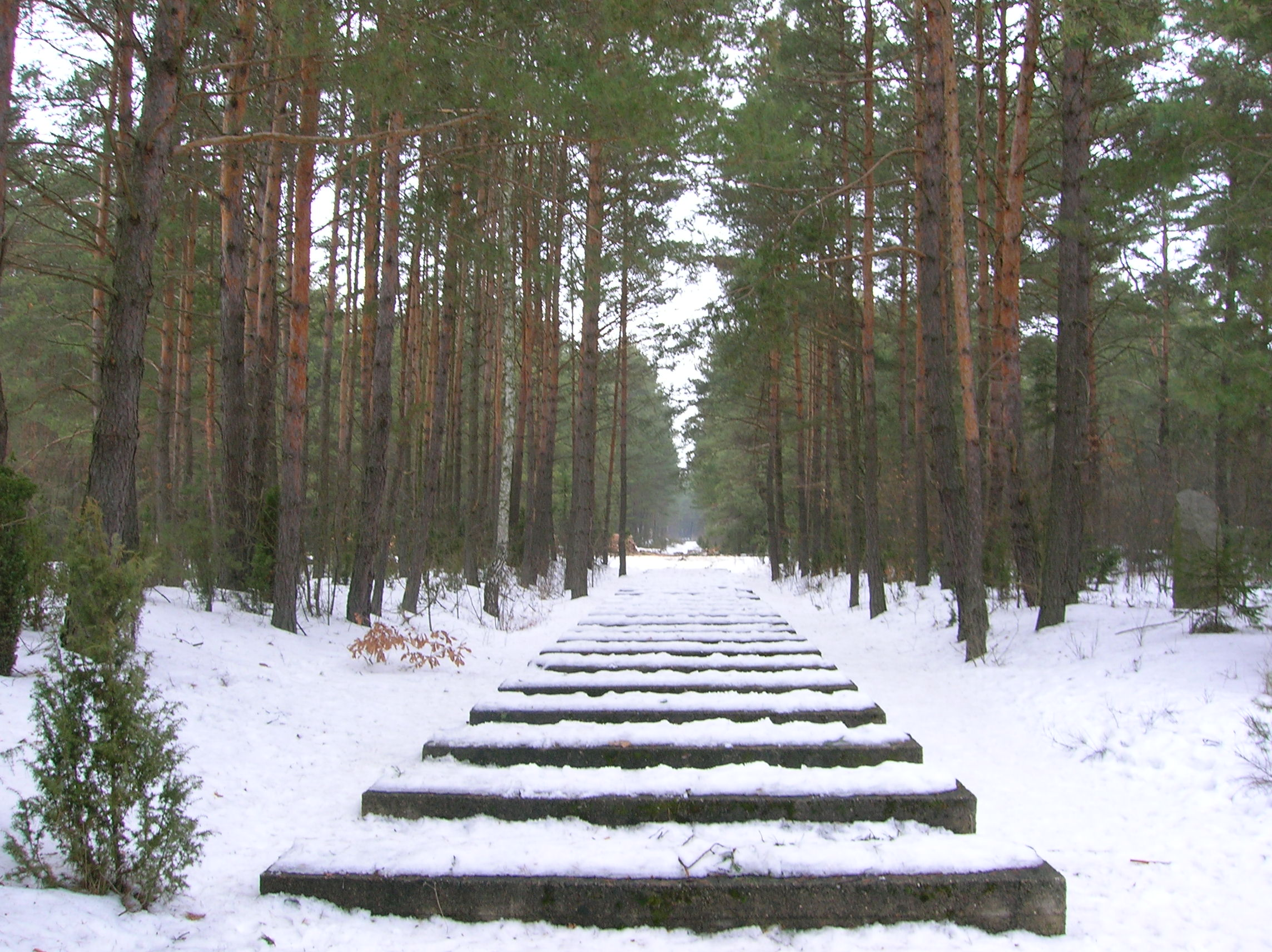
Travesses de tren que recorden simbòlicament la via que portava al camp d'extermini de Treblinka

Treblinka II fou un camp d'extermini nazi prop del poble del mateix nom a la Polònia ocupada durant la Segona Guerra Mundial (a l'actual Voivodat de Masòvia). Al voltant de 750.000 jueus i d'altres víctimes de l'holocaust, com ara uns 2.000 gitanos, hi foren assassinats entre el juliol del 1942 i l'octubre del 1943 en el context de l'Operació Reinhard. Les instal·lacions properes de Treblinka I eren un camp de treballs forçats i un complex administratiu de suport al camp d'extermini principal. Treblinka I comptava amb una secció Administrativa. També hi havia barraques per a les tropes de les SS, els guàrdies ucraïnesos, el comandant del camp de barraques, una cuina, un magatzem i barraques per als 1000 presoners que eren utilitzats en feines d'intendència del camp. Un camí a l'esquerra d'aquest camp sortia i es connectava amb la carretera. L'altra secció de Treblinka I era l'àrea on es rebia als presoners.
Treblinka II es trobava en un petit pujol. Des del primer camp hi havia una ruta de pujada delineada amb barreres de filferro electrificades -l'embut- que duia directament dins l'edifici de les cambres de gas. Darrere d'aquest edifici existia una fossa d'un metre de fons per vint metres de llarg, dins de la qual hi havia forns per a cremar els cossos. Les vies estaven esteses al llarg de la fossa i els cossos de les víctimes gasejades eren posats en les vies per a cremar. També hi havia una barraca per als 500 presoners que operaven el segon camp.

## Història
Treblinka estigué preparat el 22 de juliol de 1942, quan començà la deportació de jueus: D'acord amb l'informe de Jürgen Stroop, Brigadeführer de les SS, un total d'aproximadament 310.000 jueus foren transportats en trens de càrrega des del gueto de Varsòvia a Treblinka durant el període comprès entre el 22 de juliol de 1942 i el 3 d'octubre de 1942.
La línia ferroviària arribava fins a l'interior del camp. Hi havia dues barraques pròximes a les vies del tren que s'empraven per a emmagatzemar-hi les pertinences dels presoners. Una estava camuflada perquè semblés una estació normal. En uns altres dos edificis, a uns 100 metres de distància, s'hi guardaven les pertinences dels presoners assassinats i es tallaven els cabells a les dones.
A diferència d'altres camps d'extermini, com Auschwitz, a Treblinka no hi havia barracons per allotjar els presoners, car els jueus que arribaven al camp eren assassinats directament. A causa d'això, ha estat difícil portar el registre de les víctimes. L'esperança de vida al camp era d'aproximadament una hora i dos quarts.
En arribar al camp, els presoners es trobaven en dues fileres, separats segons el sexe, els homes a la dreta i les dones a l'esquerra. Els alemanys conduïen els jueus i colpejaven o mataven els qui es resistien a obeir, però la majoria dels jueus ignoraven que es trobaven en un camp d'extermini.
Un cop assassinats a la cambra de gas, els presoners eren despullats de llurs pertinences. Prèviament, un oficial havia recaptat els objectes de més valor amb el pretext de guardar-los.
Durant l'entrevista de Claude Lanzmann amb l'SS Unterscharführer Franz Suchomel, qui operava al camp, explica sobre els primers dies de Treblinka l'agost de 1942:
| « | Quan vaig arribar-hi, Treblinka operava a tota la seva capacitat. El gueto de Varsòvia estava sent buidat en aquells dies. Tres trens arribaren en dos dies, cadascun amb tres, quatre, cinc mil persones a bord, totes de Varsòvia... Així que arribaren tres tres, i des que l'ofensiva contra Stalingrad estava al seu apogeu, els combois de jueus eren deixats a un costat de l'estació de tren. El que és més, els vagons eren francesos, fets d'acer. Així que mentre cinc mil jueus arribaven a Treblinka, tres mil morien als vagons. Tenien els canells tallats, o simplement eren morts. Dels que baixaven del tren, la meitat estaven morts i l'altra meitat bojos. Als altres tres que venien de Kielce i d'altres parts, almenys la meitat també eren morts. Els apilàvem [a la rampa]. Milers de persones apilades una damunt l'altra a la rampa. Apilades com fusta. A més d'això, d'altres jueus, encara vius, esperaven allà durant dos dies: les petites cambres de gas no donaven a l'abast. Funcionaren dia i nit durant aquell període. | » |

## Postguerra

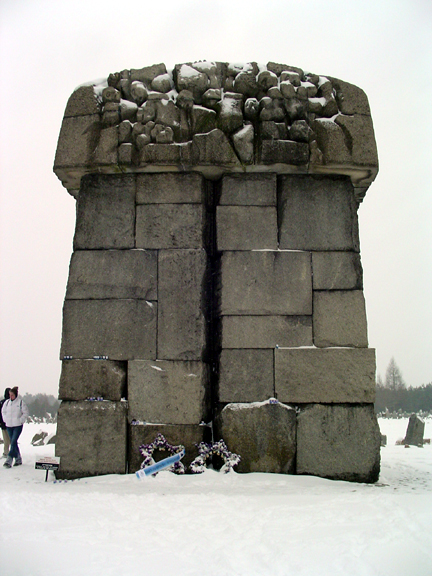
Memorial als morts al camp d'extermini de Treblinka.

El 1965, després d'un informe del dr. Helmut Kraunsnick, director de l'Institut per a la Història Contemporània de Múnic, la Cort de Cassació a Düsseldorf conclogué que el nombre de persones assassinades a Treblinka ascendia almenys a 700.000. El 1969, el mateix tribunal, després de tenir noves proves revelades en un informe per l'expert dr. Scheffler, n'elevà el nombre a 900.000. D'acord amb els guàrdies alemanys i ucraïnesos que estaven de servei a Treblinka, es creu que el nombre de víctimes estigué entre 1.000.000 i 1.400.000. Entre aquells que hi moriren hi havia Lidia Zamehof, filla del creador de l'esperanto Zamehof.
És molt complicat tenir una xifra correcta del nombre real de persones, car molts testimonis foren assassinats posteriorment durant la guerra (que acabà dos anys després que els camps haguessin estat tancats, el 8 de maig de 1945). Molts registres es perderen o foren destruïts, sobretot els que concernien els transports ferroviaris, els quals foren durament bombardejats per l'aviació aliada. Menys de cent supervivents de Treblinka foren trobats en acabar la guerra.
A Israel, John Demjanjuk fou sentenciat a mort el 25 d'abril de 1988 pels crims de guerra comesos al camp. Fou acusat de ser un guàrdia notori conegut com a Ivan el Terrible pels supervivents i absolt el 1993. La seva deportació dels Estats Units fou ordenada el 2006, però no és fins al 2008 que l'investigador cap de crims de guerra nazis, Kurt Schrimm, sol·licità a la fiscalia de Múnic, on Demjanjuk vivia abans d'emigrar als EUA, que se l'acusés de la participació en l'assassinat de 290.000 jueus.
En l'actualitat Treblinka és un Monument Nacional de Polònia.